# Gannet Islands Ecological Reserve
Die Gannet Islands Ecological Reserve ist ein Naturschutzgebiet vor der südlichen Ostküste der zur kanadischen Provinz Neufundland und Labrador gehörenden Teilprovinz Labrador. Das Reservat wurde 1964 eingerichtet. 1983 erhielt das Schutzgebiet seinen heutigen Status. Namengebend für die Hauptinsel und die Inselgruppe ist das britische Kriegsschiff Gannet.

## Lage
Das 22 km² große Schutzgebiet umfasst Gannet Island mit den benachbarten Inseln. Die Fläche teilt sich auf in 2 km² Land- sowie 20 km² Wasserfläche. Die Inselgruppe liegt 16,4 km vor der Küste der Labrador-Halbinsel. Nächstgelegener Ort ist das 40 km südwestlich gelegene Cartwright. Der Zugang zum Schutzgebiet ist nur Wissenschaftlern vorbehalten.

## Fauna
Auf den Gannet Islands befindet sich die größte Brutkolonie des Tordalks (Alca torda) in Nordamerika. Sie besteht aus etwa 10.000 Brutpaaren. Außerdem beherbergt die Inselgruppe die drittgrößte Brutkolonie von Papageitauchern in Nordamerika. Sie umfasst mehr als 38.000 Brutpaare. Ferner gibt es 36.000 Brutpaare der Trottellumme sowie 1900 Brutpaare der Dickschnabellumme. Weitere Vogelarten auf den Gannet Islands sind Dreizehenmöwe, Mantelmöwe und Eissturmvogel. Ferner bilden die Inseln in den Sommermonaten den Startpunkt vieler Kragenenten für deren Vogelzug nach Süden.

## Flora
Die Inseln werden der Ökoregion Labrador’s Coastal Barrens zugerechnet. Im Inselinneren dominiert Tundravegetation. Dort wachsen hauptsächlich Sauergrasgewächse, niedrig wachsende Heidekräuter und Strauchvegetation.